# Associazione Polisportiva Trani 1962-1963
Questa voce raccoglie le informazioni riguardanti l'Associazione Polisportiva Trani nelle competizioni ufficiali della stagione 1962-1963.

## Rosa
| N. |                   | Ruolo | Calciatore         |
| -- | ----------------- | ----- | ------------------ |
|    | Italia (bandiera) | D     | Luigi Alba         |
|    | Italia (bandiera) | C     | Filippo Bitetto    |
|    | Italia (bandiera) | A     | Otello Brocchi     |
|    | Italia (bandiera) | C     | Giacomo Cosmano    |
|    | Italia (bandiera) | D     | Sandro Crescenzi   |
|    | Italia (bandiera) |       | Degni              |
|    | Italia (bandiera) | D     | Michele D'Elia     |
|    | Italia (bandiera) | C     | Vincenzo Ferrante  |
|    | Italia (bandiera) | P     | Antonio Fischietti |

| N. |                   | Ruolo | Calciatore             |
| -- | ----------------- | ----- | ---------------------- |
|    | Italia (bandiera) | A     | Giuseppe Franzò        |
|    | Italia (bandiera) | A     | Aldo Giurini           |
|    | Italia (bandiera) | C     | Giovanni Guardavaccaro |
|    | Italia (bandiera) | C     | Ermanno Insogna        |
|    | Italia (bandiera) | P     | Domenico Lamia Caputo  |
|    | Italia (bandiera) | C     | Angelo Maccagni        |
|    | Italia (bandiera) | D     | Giuseppe Pappalettera  |
|    | Italia (bandiera) | C     | Giorgio Pengo          |